# Callitris verrucosa
Callitris verrucosa — вид хвойних рослин родини кипарисових.

## Поширення, екологія
Країни проживання: Австралія (Новий Південний Уельс, Квінсленд, Південна Австралія, Вікторія, Західна Австралія). Росте тільки у напівпосушливих евкаліптових чагарниках.

## Морфологія
Росте як вічнозелений кущ або невелике дерево, яке може досягати висоти до 8 метрів. Від зеленого до сіро-зеленого кольору листя завдовжки від 2 до 4 міліметрів. Чоловічі шишки довжиною до 5 міліметрів, циліндричної форми. Від яйцеподібної до сферичної форми жіночі шишки ростуть індивідуально або в групах, товщиною від 2 до 2,5 см. Кожна складається з шести товстих, дрібно бородавчастих лусочок і численного насіння. Шишки залишаються після дозрівання протягом кількох років на гілках. Темно-коричневе насіння ≈ 4 міліметрів і має дві або три лопаті.

## Використання
Локалізовано використовують для огорожі.

## Загрози та охорона
Відносно великі площі чагарників були очищені для сільського господарства або перетворені для скотарства. Надмірний випас є проблемою в деяких областях. Зміни в частотах й інтенсивностях пожеж також є проблемою в деяких областях. Відомий у кількох великих ПОТ у всьому ареалі.